# Virus Editorial
Virus Editorial és un projecte autogestionat i assembleari d'edició i distribució alternativa amb seu a Barcelona, que va començar l'any 1991 per a la difusió del pensament crític i antiautoritari al servei dels moviments socials i de les editorials afins.
Amb un predomini dels gèneres de l'assaig, la narrativa i la literatura infantil, les publicacions de Virus Editorial tenen un abast temàtic divers: salut, pedagogia crítica, cultura lliure, anarquisme, antropologia, ecologia, feminisme, memòria històrica i alliberament nacional. El col·lectiu de Virus Editorial el formen en l'actualitat cinc persones treballadores.